# NWA Central States Heavyweight Championship
O National Wrestling Alliance (NWA) Central States Heavyweight Championship  é um título de pesos-pesados local de luta profissional disputado em promoções filiadas à National Wrestling Alliance (NWA) baseadas na região centro-oeste dos Estados Unidos.
Quando criado, em 1950, foi disputado pela Heart of America Sports Attractions, também conhecida como Central States Wrestling (CSW) como principal título da companhia. Em 1989, o título foi desativado com o fechamento da empresa. Ele foi reativado em 2002 como parte da NWA Central-States Championship Wrestling.

## História

### Nomes
| Nome                                          | Anos                           |
| --------------------------------------------- | ------------------------------ |
| NWA Heart of America Heavyweight Championship | Maio de 1950 — Outubro de 1953 |
| Central States Heavyweight Championship       | Outubro de 1953 — 1988         |
| WWA Central States Heavyweight Championship   | 1988 — 1989                    |
| NWA Central States Heavyweight Championship   | Março de 2002 — presente       |

### Reinados
| #                   | Lutador              | Reinados | Data                    | Dias  | Local             | Notas |
| ------------------- | -------------------- | -------- | ----------------------- | ----- | ----------------- | --- |
| 1                   | Bill Longson         | 1        | 18 de maio de 1950      | 252   | Kansas City, KS   | Derrotou Sonny Myers pelo título na final de um torneio. |
| 2                   | Tarzan Kowalski      | 1        | 25 de janeiro de 1951   | 91    | Kansas City, KS   | |
| 3                   | Dennis Clary         | 1        | 26 de abril de 1951     | 7     | Kansas City, KS   | |
| 4                   | Sonny Myers          | 1        | 3 de maio de 1951       | 7     | Kansas City, KS   | |
| 5                   | Dennis Clary         | 2        | 10 de maio de 1951      | 180   | Kansas City, KS   | |
| 6                   | Jimmy Coffield       | 1        | 6 de novembro de 1951   | 23    | Topeka, KS        | |
| 7                   | Alo Leilani          | 1        | 29 de novembro de 1951  | 21    | Kansas City, KS   | |
| 8                   | Bob Orton            | 1        | 20 de dezembro de 1951  | 70    | Kansas City, KS   | |
| 9                   | Enrique Torres       | 1        | 28 de fevereiro de 1952 | 7     | Kansas City, KS   | |
| 10                  | Sonny Myers          | 2        | 6 de março de 1952      | —     | Kansas City, KS   | |
| —                   | Vago                 | —        | 1952                    | —     | —                 | |
| 11                  | Sonny Myers          | 3        | 11 de abril de 1952     | 181   | St. Joseph, MO    | Myers derrotou Maurice Roberre na final de um torneio para ser reconhecido como Campeão do Meio-Oeste dos Pesos Pesados, recebendo o antigo cinturão mundial da MWA de Orville Brown; reconhecido como o título Heart of America fora de St. Joseph. |
| 12                  | Red Berry            | 1        | 9 de outubro de 1952    | 21    | Kansas City, KS   | |
| 13                  | Bobby Lane           | 1        | 30 de outubro de 1952   | 77    | Kansas City, KS   | |
| 14                  | Dave Sims            | 1        | 15 de janeiro de 1953   | 266   | Kansas City, KS   | |
| 15                  | Lenny Montana        | 1        | 8 de outubro de 1953    | 63    | Wichita, KS       | Título passou a ser chamado de Central States Championship durante o reinado de Montana. |
| 16                  | Sonny Myers          | 4        | 10 de dezembro de 1953  | —     | St. Joseph, MO    | |
| 17                  | Dave Sims            | 2        | Janeiro de 1954         | —     | —                 | |
| 18                  | Bob Orton            | 2        | 28 de janeiro de 1954   | 50    | Kansas City, KS   | |
| 19                  | Sonny Myers          | 5        | 19 de março de 1954     | —     | St. Joseph, MO    | |
| Dados indisponíveis |                      |          |                         |       |                   | |
| 20                  | El Toro              | 1        | 1954                    | —     | —                 | |
| 21                  | Sonny Myers          | 6        | 1954                    | —     | Kansas City, KS   | |
| 22                  | Joe Dusek            | 1        | 13 de setembro de 1954  | 94    | Wichita, KS       | |
| 23                  | Ray Villmer          | 1        | 16 de dezembro de 1954  | —     | Kansas City, KS   | |
| 24                  | Lu Kim               | 1        | 1955                    | —     | —                 | |
| 25                  | Ray Villmer          | 2        | 1955                    | —     | —                 | |
| Dados indisponíveis |                      |          |                         |       |                   | |
| 26                  | Bob Orton            | 3        | 1955                    | —     | —                 | |
| 27                  | Don Lewin            | 1        | 1955                    | —     | —                 | |
| Dados indisponíveis |                      |          |                         |       |                   | |
| 28                  | Mike DiBiase         | 1        | Dezembro de 1955        | —     | —                 | |
| 29                  | Richard Brown        | 1        | 10 de abril de 1956     | —     | Topeka, KS        | |
| Dados indisponíveis |                      |          |                         |       |                   | |
| 30                  | Mighty Atlas         | 1        | 1956                    | —     | —                 | |
| Dados indisponíveis |                      |          |                         |       |                   | |
| 31                  | Bobby Bruns          | 1        | 1956                    | —     | —                 | |
| 32                  | Lee Grable           | 1        | 10 de novembro de 1956  | —     | Kansas City, KS   | |
| 33                  | Richard Brown        | 2        | —                       | —     | —                 | |
| 34                  | Lee Grable           | 2        | —                       | —     | —                 | |
| 35                  | Richard Brown        | 3        | —                       | —     | —                 | |
| 36                  | Red Berry            | 2        | 15 de setembro de 1957  | 22    | Wichita, KS       | |
| 37                  | Richard Brown        | 4        | 7 de outubro de 1957    | —     | Wichita, KS       | |
| —                   | Vago                 | —        | 1958                    | —     | —                 | |
| 38                  | Bob Geigel           | 1        | 31 de outubro de 1958   | 28    | St. Joseph, MO    | Geigel derrotou Bob Ellis na final de um torneio para ganhar o título vago. |
| 39                  | Bob Ellis            | 1        | 28 de novembro de 1958  | 420   | St. Joseph, MO    | |
| 40                  | Lee Henning          | 1        | 22 de janeiro de 1960   | 126   | St. Joseph, MO    | |
| 41                  | Thor Hagen           | 1        | 27 de maio de 1960      | —     | St. Joseph, MO    | |
| 42                  | Ricky Lee            | 1        | Junho de 1960           | —     | St. Joseph, MO    | |
| 43                  | Thor Hagen           | 2        | Agosto de 1960          | —     | —                 | |
| 44                  | Mike Paidousis       | 1        | 22 de setembro de 1960  | 57    | Kansas City, KS   | |
| 45                  | Lee Henning          | 2        | 18 de novembro de 1960  | 35    | St. Joseph, MO    | |
| 46                  | Bob Ellis            | 3        | 23 de dezembro de 1960  | —     | St. Joseph, MO    | |
| —                   | Vago                 | —        | 1961                    | —     | —                 | Título vago após Bob Ellis deixar os territórios da região. |
| 47                  | Buddy Austin         | 1        | 2 de junho de 1961      | 154   | St. Joseph, MO    | Derrotou Thor Hagen pelo título vago. |
| 48                  | Sonny Myers          | 7        | 3 de novembro de 1961   | 7     | St. Joseph, MO    | |
| 49                  | Tarzan Tyler         | 1        | 10 de novembro de 1961  | 7     | St. Joseph, MO    | |
| 50                  | Buddy Austin         | 2        | 17 de novembro de 1961  | 84    | St. Joseph, MO    | |
| 51                  | Ray Gordon           | 1        | 9 de fevereiro de 1962  | 84    | St. Joseph, MO    | |
| 52                  | Lee Henning          | 4        | 4 de maio de 1962       | 154   | St. Joseph, MO    | |
| 53                  | Sonny Myers          | 8        | 5 de outubro de 1962    | 112   | St. Joseph, MO    | |
| 54                  | Tiny Mills           | 1        | 25 de janeiro de 1963   | 7     | St. Joseph, MO    | |
| 55                  | Sonny Myers          | 9        | 1 de fevereiro de 1963  | 105   | St. Joseph, MO    | |
| 56                  | Rocky Hunter         | 1        | 17 de maio de 1963      | 133   | St. Joseph, MO    | |
| 57                  | Larry Hamilton       | 1        | 27 de setembro de 1963  | —     | St. Joseph, MO    | |
| Dados indisponíveis |                      |          |                         |       |                   | |
| —                   | Vago                 | —        | 1964                    | —     | —                 | |
| 58                  | Bob Geigel           | 2        | 19 de junho de 1964     | 119   | —                 | Derrotou Pat O'Connor pelo título vago. |
| 59                  | Sonny Myers          | 10       | 16 de outubro de 1964   | 21    | —                 | |
| 60                  | Mike DiBiase         | 2        | 6 de novembro de 1964   | 77    | —                 | |
| 61                  | Ron Reed             | 1        | 22 de janeiro de 1965   | 84    | St. Joseph, MO    | |
| 62                  | The Stomper          | 1        | 16 de abril de 1965     | 7     | St. Joseph, MO    | |
| 63                  | Ron Reed             | 2        | 23 de abril de 1965     | 42    | St. Joseph, MO    | |
| 64                  | The Stomper          | 2        | 4 de junho de 1965      | 24    | St. Joseph, MO    | |
| 65                  | Sonny Myers          | 11       | 28 de junho de 1965     | 200   | St. Joseph, MO    | |
| 66                  | Bob Geigel           | 3        | 14 de janeiro de 1966   | 35    | St. Joseph, MO    | |
| 67                  | Ron Reed             | 3        | 18 de fevereiro de 1966 | 119   | St. Joseph, MO    | |
| 68                  | The Viking           | 1        | 17 de junho de 1966     | 7     | St. Joseph, MO    | |
| 69                  | Sonny Myers          | 12       | 24 de junho de 1966     | 245   | St. Joseph, MO    | |
| 70                  | Bob Geigel           | 4        | 24 de fevereiro de 1967 | 42    | St. Joseph, MO    | |
| 71                  | The Viking           | 2        | 7 de abril de 1967      | 63    | St. Joseph, MO    | |
| 72                  | Sonny Myers          | 13       | 9 de junho de 1967      | 140   | St. Joseph, MO    | |
| 73                  | The Hangman          | 1        | 27 de outubro de 1967   | 21    | St. Joseph, MO    | |
| 74                  | Bob Geigel           | 5        | 17 de novembro de 1967  | 25    | St. Joseph, MO    | |
| 75                  | Sonny Myers          | 14       | 12 de dezembro de 1967  | 115   | St. Joseph, MO    | |
| 76                  | Harley Race          | 1        | 5 de abril de 1968      | 28    | St. Joseph, MO    | |
| 77                  | Ron Etchison         | 1        | 3 de maio de 1968       | 7     | St. Joseph, MO    | |
| 78                  | Roger Kirby          | 1        | 10 de maio de 1968      | 14    | St. Joseph, MO    | |
| —                   | Vago                 | —        | 24 de maio de 1968      | 7     | St. Joseph, MO    | Título vago após final controverso de uma defesa de Roger Kirby contra Thor Hagen. |
| 79                  | Roger Kirby          | 2        | 31 de maio de 1968      | 7     | St. Joseph, MO    | Kirby derrotou Thor Hagen em uma revanche pelo título vago. |
| 80                  | Sonny Myers          | 15       | 7 de junho de 1968      | —     | St. Joseph, MO    | |
| —                   | Vago                 | —        | Maio de 1968            | —     | St. Joseph, MO    | Título vago após aposentadoria de Sonny Myers. |
| 81                  | Bob Brown            | 1        | Maio de 1968            | —     | St. Joseph, MO    | Derrotou Thor Hagen na final de um torneio pelo título vago. |
| 82                  | Tommy Martin         | 1        | 4 de outubro de 1968    | 70    | St. Joseph, MO    | |
| 83                  | Dusty Rhodes         | 1        | 13 de dezembro de 1968  | 28    | St. Joseph, MO    | |
| 84                  | Don Kent             | 1        | 10 de janeiro de 1969   | 7     | St. Joseph, MO    | |
| 85                  | Dusty Rhodes         | 2        | 17 de janeiro de 1969   | 7     | St. Joseph, MO    | |
| 86                  | Don Kent             | 2        | 24 de janeiro de 1969   | 35    | St. Joseph, MO    | |
| 87                  | Dick Murdoch         | 1        | 28 de fevereiro de 1969 | 70    | St. Joseph, MO    | |
| 88                  | Pat O'Connor         | 1        | 9 de maio de 1969       | —     | St. Joseph, MO    | |
| —                   | Vago                 | —        | Outubro de 1969         | —     | —                 | |
| 89                  | Danny Little Bear    | 1        | 28 de novembro de 1969  | 119   | St. Joseph, MO    | Derrotou Killer Kox na final de um torneio pelo título vago. |
| 90                  | Roger Kirby          | 3        | 27 de março de 1970     | 7     | St. Joseph, MO    | |
| 91                  | Danny Little Bear    | 2        | 3 de abril de 1970      | 77    | St. Joseph, MO    | |
| —                   | Vago                 | —        | Junho de 1970           | —     | —                 | Título vago após final controverso de uma defesa de Danny Little Bear contra Harley Race. |
| 92                  | Danny Little Bear    | 3        | Julho de 1970           | —     | —                 | |
| 93                  | Roger Kirby          | 4        | 24 de julho de 1970     | 140   | St. Joseph, MO    | The Stomper derrotou Kirby em 4 de dezembro, mas a decisão foi revertida pelo final controverso do combate. |
| 94                  | Danny Little Bear    | 4        | 11 de dezembro de 1970  | —     | St. Joseph, MO    | |
| 95                  | Roger Kirby          | 5        | Dezembro de 1970        | —     | —                 | |
| 96                  | Bob Geigel           | 6        | 1 de janeiro de 1971    | —     | St. Joseph, MO    | |
| 97                  | Harley Race          | 2        | Janeiro de 1971         | —     | —                 | The Stomper derrotou Race pelo título em 17 de abril de 1971, mas a mudança foi invalidada por um árbitro não autorizado ter contado a queda final do combate. Pat O'Connor derrotou Race pelo título em 8 de janeiro de 1972, mas Race continuou a ser reconhecido como campeão por alguns promotores da National Wrestling Alliance (NWA). Sam Muchnick deixa de reconhecer o título e reativa o NWA Missouri Heavyweight Championship com Race como campeão. |
| 98                  | Danny Little Bear    | 5        | 11 de fevereiro de 1972 | 76    | St. Joseph, MO    | |
| 99                  | Black Angus Campbell | 1        | 27 de abril de 1972     | 42    | Kansas City, KS   | |
| 100                 | The Stomper          | 3        | 8 de junho de 1972      | 29    | Kansas City, KS   | |
| 101                 | Harley Race          | 3        | 7 de julho de 1972      | 140   | Kansas City, KS   | |
| 102                 | Omar Atlas           | 1        | 24 de novembro de 1972  | —     | St. Joseph, MO    | |
| 103                 | Roger Kirby          | 6        | Janeiro de 1973         | —     | —                 | |
| —                   | Vago                 | —        | Abril de 1973           | —     | —                 | Título vago após final controverso de uma defesa de Roger Kirby contra Danny Little Bear. |
| 104                 | Danny Little Bear    | 6        | 27 de abril de 1973     | —     | St. Joseph, MO    | |
| 105                 | Bob Brown            | 2        | Maio de 1973            | —     | —                 | |
| 106                 | Harley Race          | 4        | 22 de setembro de 1973  | 19    | Kansas City, KS   | |
| 107                 | Bob Brown            | 3        | 11 de outubro de 1973   | 64    | Kansas City, KS   | |
| —                   | Vago                 | —        | 14 de dezembro de 1973  | 21    | St. Joseph, MO    | Título vago após final controverso de uma defesa de Bob Brown contra Mike George. |
| 108                 | Bob Brown            | 4        | 4 de janeiro de 1974    | 76    | St. Joseph, MO    | Derrotou Mike George em uma revanche. |
| 109                 | Mike George          | 1        | 21 de março de 1974     | —     | Kansas City, KS   | |
| 110                 | Don Fargo            | 1        | —                       | —     | —                 | |
| 111                 | Harley Race          | 5        | 27 de junho de 1974     | —     | Kansas City, KS   | |
| 112                 | Don Fargo            | 2        | —                       | —     | —                 | |
| 113                 | Bob Brown            | 5        | 4 de julho de 1974      | 7     | Kansas City, KS   | |
| 114                 | Harley Race          | 6        | 11 de julho de 1974     | 21    | Kansas City, KS   | |
| 115                 | Bob Brown            | 6        | 1 de agosto de 1974     | 147   | Kansas City, KS   | |
| 116                 | Terry Martin         | 1        | 26 de dezembro de 1974  | 43    | Kansas City, KS   | |
| 117                 | Jerry Oates          | 1        | 7 de fevereiro de 1975  | 113   | St. Joseph, MO    | |
| 118                 | Ed Wiskoski          | 1        | 31 de maio de 1975      | 257   | Kansas City, KS   | |
| 119                 | Mike George          | 2        | 12 de fevereiro de 1976 | 29    | Kansas City, KS   | |
| —                   | Vago                 | —        | 12 de março de 1976     | 7     | St. Joseph, MO    | Título vago após final controverso de uma defesa de Mike George contra Ed Wiskoski. |
| 120                 | Mike George          | 3        | 19 de março de 1976     | 22    | St. Joseph, MO    | Derrotou Ed Wiskoski em uma revanche. |
| 121                 | Bob Brown            | 7        | 10 de abril de 1976     | 7     | Wichita, KS       | |
| 122                 | Mike George          | 4        | 17 de abril de 1976     | 31    | Wichita, KS       | |
| 123                 | Bob Brown            | 8        | 18 de maio de 1976      | 51    | Topeka, KS        | |
| 124                 | Harley Race          | 7        | 8 de julho de 1976      | 59    | Kansas City, KS   | |
| 125                 | Bob Brown            | 9        | 5 de setembro de 1976   | 26    | Wichita, KS       | |
| 126                 | Rick Gibson          | 1        | 1 de outubro de 1976    | —     | St. Joseph, MO    | |
| Dados indisponíveis |                      |          |                         |       |                   | |
| 127                 | Mike George          | 5        | —                       | —     | —                 | |
| 128                 | Bob Slaughter        | 1        | —                       | —     | —                 | |
| 129                 | Ted Oates            | 1        | 4 de fevereiro de 1977  | 373   | St. Joseph, MO    | |
| 130                 | Bob Slaughter        | 2        | 11 de fevereiro de 1977 | —     | St. Joseph, MO    | |
| 131                 | Bob Brown            | 10       | 1977                    | —     | —                 | |
| 132                 | Bob Slaughter        | 3        | 1977                    | —     | —                 | |
| 133                 | Ted DiBiase          | 1        | 19 de maio de 1977      | —     | Kansas City, KS   | |
| 134                 | Bob Sweetan          | 1        | —                       | —     | —                 | |
| 135                 | Bob Brown            | 11       | 30 de outubro de 1977   | —     | Topeka, KS        | |
| Dados indisponíveis |                      |          |                         |       |                   | |
| 136                 | Ken Lucas            | 1        | —                       | —     | —                 | |
| 137                 | Bob Sweetan          | 2        | —                       | —     | —                 | |
| 138                 | Ted DiBiase          | 2        | 7 de janeiro de 1978    | 0     | Kansas City, KS   | |
| 139                 | Alexis Smirnoff      | 1        | 7 de janeiro de 1978    | 40    | Kansas City, KS   | |
| 140                 | Ken Lucas            | 2        | 16 de fevereiro de 1978 | 70    | Kansas City, KS   | |
| 141                 | Bob Sweetan          | 3        | 27 de abril de 1978     | 126   | Kansas City, KS   | |
| 142                 | Doug Gilbert         | 1        | 31 de agosto de 1978    | 37    | Kansas City, KS   | |
| 143                 | Buck Robley          | 1        | 7 de outubro de 1978    | 84    | Des Moines, IA    | |
| 144                 | Dick Murdoch         | 2        | 30 de dezembro de 1978  | 3     | Kansas City, KS   | |
| 145                 | Randy Alls           | 1        | 2 de janeiro de 1979    | 51    | St. Joseph, MO    | |
| 146                 | Bob Sweetan          | 4        | 22 de fevereiro de 1979 | 207   | Kansas City, KS   | |
| 147                 | Ron Starr            | 1        | 17 de setembro de 1979  | 17    | Wichita, KS       | |
| 148                 | The Turk             | 1        | 4 de outubro de 1979    | 29    | Kansas City, KS   | |
| 149                 | The Avenger          | 1        | 2 de novembro de 1979   | 83    | Kansas City, KS   | |
| 150                 | The Assassin         | 1        | 24 de janeiro de 1980   | 11    | Kansas City, KS   | |
| 151                 | Bob Brown            | 12       | 4 de fevereiro de 1980  | 66    | Kansas City, KS   | |
| 152                 | Bruiser Brody        | 1        | 10 de abril de 1980     | 42    | Kansas City, KS   | |
| 153                 | Dick Murdoch         | 3        | 22 de maio de 1980      | 63    | Kansas City, KS   | |
| 154                 | Killer Karl Kox      | 1        | 24 de julho de 1980     | 23    | Kansas City, KS   | |
| 155                 | Bob Brown            | 13       | 16 de agosto de 1980    | 26    | Topeka, KS        | |
| 156                 | Mike George          | 6        | 11 de setembro de 1980  | 42    | Kansas City, KS   | |
| 157                 | Bob Brown            | 14       | 23 de outubro de 1980   | 160   | Kansas City, KS   | |
| 158                 | Buzz Tyler           | 1        | 1 de abril de 1981      | 113   | Des Moines, IA    | |
| 159                 | Bob Sweetan          | 5        | 23 de julho de 1981     | 119   | Kansas City, KS   | |
| 160                 | Tommy Martin         | 2        | 19 de novembro de 1981  | 21    | Kansas City, KS   | |
| 161                 | Bob Sweetan          | 6        | 10 de dezembro de 1981  | 4     | Kansas City, KS   | |
| 162                 | Bob Brown            | 15       | 14 de dezembro de 1981  | —     | Wichita, KS       | |
| —                   | Vago                 | —        | —                       | —     | —                 | |
| 163                 | Bob Brown            | 16       | 7 de janeiro de 1982    | —     | Kansas City, KS   | |
| Dados indisponíveis |                      |          |                         |       |                   | |
| —                   | Vago                 | —        | —                       | —     | —                 | |
| 164                 | Roger Kirby          | 7        | 27 de abril de 1982     | 142   | St. Joseph, MO    | Derrotou Harley Race pelo título vago. |
| 165                 | Manny Fernandez      | 1        | 16 de setembro de 1982  | 147   | Kansas City, KS   | |
| 166                 | Dewey Roberton       | 1        | 10 de fevereiro de 1983 | 91    | Kansas City, KS   | |
| 167                 | Bob Brown            | 17       | 12 de maio de 1983      | 7     | Kansas City, KS   | |
| 168                 | Dewey Roberton       | 2        | 19 de maio de 1983      | 14    | Kansas City, KS   | |
| 169                 | Harley Race          | 8        | 2 de junho de 1983      | 8     | Kansas City, KS   | |
| —                   | Vago                 | —        | 10 de junho de 1983     | 20    | —                 | Título vago após Harley Race conquistar o título mundial dos pesos-pesados da NWA. |
| 170                 | Super Destroyer      | 1        | 30 de junho de 1983     | 112   | Kansas City, KS   | Destroyer derrotou Buck Robley na final de um torneio para ganhar o título vago. |
| 171                 | Buzz Tyler           | 2        | 20 de outubro de 1983   | 98    | Kansas City, KS   | |
| 172                 | Tully Blanchard      | 1        | 26 de janeiro de 1984   | 14    | Kansas City, KS   | |
| 173                 | Buzz Tyler           | 3        | 9 de fevereiro de 1984  | 70    | Kansas City, KS   | |
| 174                 | Luke Graham          | 1        | 19 de abril de 1984     | 63    | Kansas City, KS   | |
| 175                 | Ted Oates            | 2        | 21 de junho de 1984     | 51    | Kansas City, KS   | |
| 176                 | Buzz Tyler           | 4        | 11 de agosto de 1984    | 56    | Kansas City, KS   | |
| 177                 | Hacksaw Higgins      | 1        | 6 de outubro de 1984    | 19    | Kansas City, KS   | |
| 178                 | Harley Race          | 9        | 25 de outubro de 1984   | 77    | Kansas City, KS   | |
| 179                 | Mr. Pogo             | 1        | 10 de janeiro de 1985   | 255   | Kansas City, KS   | |
| 180                 | Marty Jannetty       | 1        | 22 de setembro de 1985  | 74    | Des Moines, IA    | |
| 181                 | Brett Sawyer         | 1        | 5 de dezembro de 1985   | 12    | Kansas City, KS   | |
| 182                 | Bob Brown            | 18       | 17 de dezembro de 1985  | 164   | Ames, IA          | |
| —                   | Vago                 | —        | 30 de maio de 1986      | 0     | —                 | Título vago após Bob Brown sofrer uma lesão no joelho. |
| 183                 | The Shadow           | 1        | 30 de maio de 1986      | 2     | Des Moines, IA    | Shadow venceu um torneio de 13 lutadores para ganhar o título vago. |
| 184                 | Marty Jannetty       | 2        | 1 de junho de 1986      | —     | Marshalltown, IA  | |
| 185                 | Bob Brown            | 19       | Junho de 1986           | —     | —                 | |
| —                   | Vago                 | —        | —                       | —     | —                 | |
| 186                 | Sam Houston          | 1        | 16 de novembro de 1986  | 48    | St. Louis, MO     | Houston derrotou Bill Dundee na final de um torneio para ganhar o título vago. |
| 187                 | Bill Dundee          | 1        | 3 de janeiro de 1987    | 55    | Topeka, KS        | |
| 188                 | Bob Brown            | 20       | 27 de fevereiro de 1987 | —     | Kansas City, KS   | |
| 189                 | Earthquake Ferris    | 1        | —                       | —     | —                 | |
| 190                 | Bob Brown            | 21       | Maio de 1987            | —     | —                 | |
| 191                 | Rufus R. Jones       | 1        | 14 de maio de 1987      | 57    | Kansas City, KS   | |
| 192                 | Porkchop Cash        | 1        | 10 de julho de 1987     | 7     | St. Joseph, MO    | |
| 193                 | Rufus R. Jones       | 2        | 17 de julho de 1987     | 73    | Kansas City, KS   | |
| 194                 | Earthquake Ferris    | 2        | 28 de setembro de 1987  | 32    | Des Moines, IA    | |
| 195                 | Bob Brown            | 22       | 30 de outubro de 1987   | 56    | St. Joseph, MO    | |
| 196                 | Dave Peterson        | 1        | 25 de dezembro de 1987  | —     | St. Joseph, MO    | |
| —                   | Vago                 | —        | —                       | —     | —                 | |
| 197                 | Dave Peterson        | 2        | 18 de fevereiro de 1988 | —     | Kansas City, KS   | Peterson derrotou The Cuban Assassin pelo título vago. |
| —                   | Vago                 | —        | 1988                    | —     | —                 | Título vago após a Central States Wrestling deixar a NWA. |
| 198                 | Akio Sato            | 1        | 23 de março de 1989     | —     | Kansas City, KS   | Sato derrotou T.C. Carter pelo título vago. |
| —                   | Desativado           | —        | 1989                    | —     | —                 | Título desativado com o fechamento da empresa. |
| 199                 | Shane Somers         | 1        | 30 de março de 2002     | 206   | Rolla, MO         | Título reativado pela NWA Central-States Championship Wrestling como "NWA Midwest Central States Heavyweight Championship". Somers derrotou Butch McClain na final de um torneio pelo título. |
| —                   | Vago                 | —        | 22 de outubro de 2002   | 25    | —                 | Título vago devido a uma lesão de Shane Somers. |
| 200                 | Derek Stone          | 1        | 16 de novembro de 2002  | 952   | Coffeyville, KS   | Stone derrotou Michael Barry, Griz e Gary Jackson pelo título vago. |
| 201                 | Raven                | 1        | 25 de junho de 2005     | 342   | Lawrence, KS      | |
| —                   | Vago                 | —        | 2 de junho de 2006      | 134   | —                 | Título vago devido a falta de defesa do cinturão por Raven. |
| 202                 | Michael Strider      | 1        | 14 de outubro de 2006   | 1015  | Muscatine, IA     | Strider derrotou Woody Maguire, Mississippi Madman, Derek Stone, Marek Brave e Mark Sterling pelo título vago. |
| 203                 | Michael Sterling     | 1        | 25 de julho de 2009     | 651   | House Springs, MO | |
| 204                 | Jeremy Wyatt         | 1        | 7 de maio de 2011       | 356   | Lawrence, KS      | A luta pelo título também envolveu Tyler Cook e Jaysin Strife. |
| —                   | Vago                 | —        | 27 de abril de 2012     | 36    | —                 | Título vago devido a uma lesão de Jeremy Wyatt. |
| 205                 | ACH                  | 1        | 2 de junho de 2012      | 152   | Kansas City, KS   | Derrotou Dan Walsh e Neil Diamond Cutter na final de um torneio de oito lutadores. |
| —                   | Vago                 | —        | 1 de novembro de 2012   | 149   | —                 | Título vago após a Metro Pro Wrestling deixar a NWA. |
| 206                 | Evan Morris          | 1        | 30 de março de 2013     | 211   | Swansea, IL       | Derrotou Deven Spade na final de um torneio pelo título vago. |
| 207                 | Shane Somers         | 2        | 27 de outubro de 2013   | 195   | Cahokia, IL       | |
| 208                 | G.Q. Smooth          | 1        | 10 de maio de 2014      | 7     | Vienna, MO        | |
| 209                 | Shane Somers         | 3        | 17 de maio de 2014      | 42    | St. Robert, MO    | |
| 210                 | The Mad Hatter       | 1        | 28 de junho de 2014     | 350   | Waynesville, MO   | |
| 211                 | Deven Spade          | 1        | 13 de junho de 2015     | 3564+ | Newburg, MO       | |